# مولدين
مولدين (كارولاينا الجنوبية) (بالإنجليزية: Mauldin, South Carolina)‏ هي مدينة تقع في الولايات المتحدة في مقاطعة غرينفيل (كارولاينا الجنوبية). يقدر عدد سكانها بـ 15,224 نسمة ومساحتها 22.3 كم2 وترتفع عن سطح البحر 290 متر.

## التركيبة السكانية
حدّد مكتب تعداد الولايات المتحدة بيانات التركيبة السكانية لمولدين في تعداد الولايات المتحدة. في ما يلي، التركيبة السكانية حسب تعدادي 2000 و2010.

### تعداد عام 2000
بلغ عدد سكان مولدين 15,224 نسمة بحسب تعداد عام 2000، وبلغ عدد الأسر 6,131 أسرة وعدد العائلات 4,241 عائلة مقيمة في المدينة. في حين سجلت الكثافة السكانية 493.6 نسمة لكل كيلومتر مربع (1,278.4/ميل2). وبلغ عدد الوحدات السكنية 6,500 وحدة بمتوسط كثافة قدره 210.8 لكل كيلومتر مربع (546.0/ميل2).
وتوزع التركيب العرقي للمدينة بنسبة 74.25% من البيض و20.82% من الأمريكيين الأفارقة و0.30% من الأمريكيين الأصليين و2.24% من الأمريكيين ذوي الأصول الآسيوية و0.11% من سكان جزر المحيط الهادئ و0.98% من الأعراق الأخرى و1.31% من عرقين مختلطين أو أكثر و2.73% من الهسبانيون أو اللاتينيون من أي عرق.
بلغ عدد الأسر 6,131 أسرة كانت نسبة 36.8% منها لديها أطفال تحت سن الثامنة عشر تعيش معهم، وبلغت نسبة الأزواج القاطنين مع بعضهم البعض 55.8% من أصل المجموع الكلي للأسر، ونسبة 10.4% من الأسر كان لديها معيلات من الإناث دون وجود شريك، بينما كانت نسبة 3% من الأسر لديها معيلون من الذكور دون وجود شريكة وكانت نسبة 30.8% من غير العائلات. تألفت نسبة 26% من أصل جميع الأسر من عدة أفراد يعيشون في نفس المنزل ونسبة 6.2% كانت تتألف من شخص يعيش بمفرده يبلغ من العمر 65 عاماً أو أكثر. وبلغ متوسط حجم الأسرة المعيشية 2.46، أما متوسط حجم العائلات فبلغ 2.97.
بلغ العمر الوسطي للسكان 34.8 عاماً. وكانت نسبة 24.9% من القاطنين تحت سن الثامنة عشر، وكانت نسبة 8.1% بين الثامنة عشر والرابعة والعشرين عاماً، ونسبة 33.5% كانت واقعةً في الفئة العمرية ما بين الخامسة والعشرين والرابعة والأربعين عاماً، ونسبة 24% كانت ما بين الخامسة والأربعين والرابعة والستين، ونسبة 8.6% كانت ضمن فئة الخامسة والستين عاماً فما فوق. يوجد لكل 100 أنثى 94.2 ذكر، ويوجد لكل 100 أنثى في الثامنة عشر من عمرها فما فوق 92.1 ذكر.
بلغ متوسط دخل الأسرة في المدينة 51,657 دولارًا، أما متوسط دخل العائلة فبلغ 61,817 دولارًا. وكان متوسط دخل الذكور 41,047 دولارًا مقابل 29,985 دولارًا للإناث. وسجل دخل الفرد الخاص بالمدينة 24,750 دولارًا. وكانت نسبة 3.2% من العائلات ونسبة 4.4% من السكان تحت خط الفقر، وكان من هؤلاء نسبة 6.9% تحت سن الثامنة عشر ونسبة 9.2% في الخامسة والستين من العمر وما فوق.

### تعداد عام 2010
بلغ عدد سكان مولدين 22,889 نسمة بحسب تعداد عام 2010، وبلغ عدد الأسر 9,358 أسرة وعدد العائلات 6,149 عائلة مقيمة في المدينة. في حين سجلت الكثافة السكانية 742.2 نسمة لكل كيلومتر مربع (1,922.3/ميل2). وبلغ عدد الوحدات السكنية 9,929 وحدة بمتوسط كثافة قدره 322 لكل كيلومتر مربع (834.0/ميل2).
وتوزع التركيب العرقي للمدينة بنسبة 68.73% من البيض و22.51% من الأمريكيين الأفارقة و0.27% من الأمريكيين الأصليين و3.53% من الأمريكيين ذوي الأصول الآسيوية و0.08% من سكان جزر المحيط الهادئ و2.70% من الأعراق الأخرى و2.18% من عرقين مختلطين أو أكثر و7.67% من الهسبانيون أو اللاتينيون من أي عرق.
بلغ عدد الأسر 9,358 أسرة كانت نسبة 33.9% منها لديها أطفال تحت سن الثامنة عشر تعيش معهم، وبلغت نسبة الأزواج القاطنين مع بعضهم البعض 48.5% من أصل المجموع الكلي للأسر، ونسبة 13.5% من الأسر كان لديها معيلات من الإناث دون وجود شريك، بينما كانت نسبة 3.8% من الأسر لديها معيلون من الذكور دون وجود شريكة وكانت نسبة 34.3% من غير العائلات. تألفت نسبة 29% من أصل جميع الأسر من عدة أفراد يعيشون في نفس المنزل ونسبة 7% كانت تتألف من شخص يعيش بمفرده يبلغ من العمر 65 عاماً أو أكثر. وبلغ متوسط حجم الأسرة المعيشية 2.42، أما متوسط حجم العائلات فبلغ 3.01.
بلغ العمر الوسطي للسكان 37.1 عاماً. وكانت نسبة 24.5% من القاطنين تحت سن الثامنة عشر، وكانت نسبة 7.7% بين الثامنة عشر والرابعة والعشرين عاماً، ونسبة 30.8% كانت واقعةً في الفئة العمرية ما بين الخامسة والعشرين والرابعة والأربعين عاماً، ونسبة 25.1% كانت ما بين الخامسة والأربعين والرابعة والستين، ونسبة 11.8% كانت ضمن فئة الخامسة والستين عاماً فما فوق. وتوزع التركيب الجنسي للسكان بنسبة 47.1% ذكور و52.9% إناث.